# Konstantin Aksakov

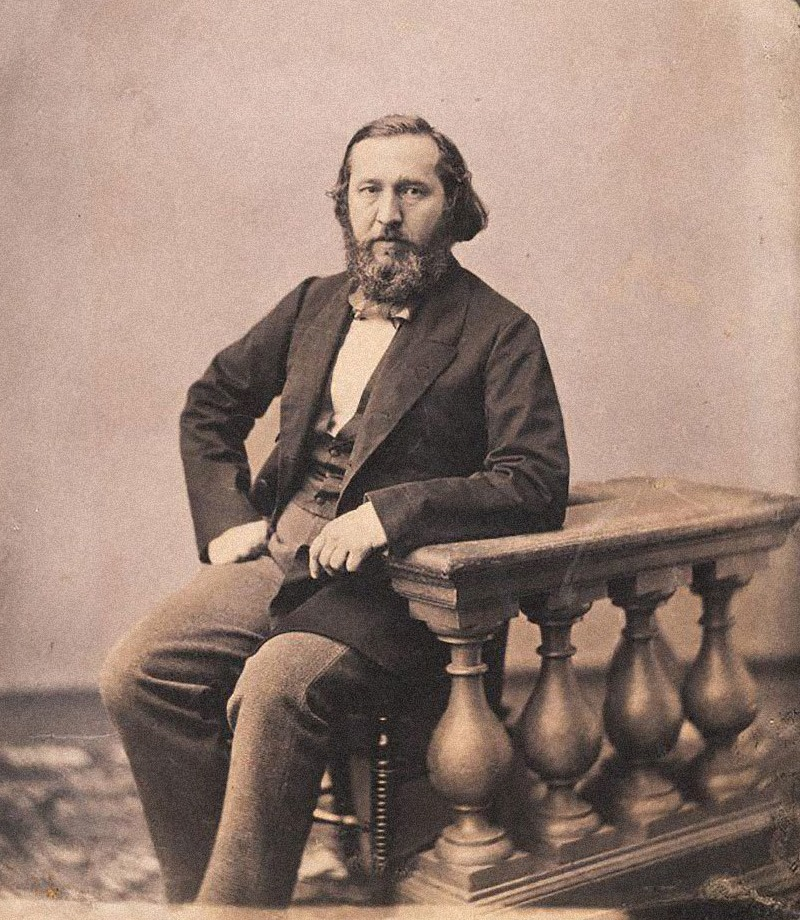
Konstantin Sergejevitsj Aksakov

Konstantin Sergejevitsj Aksakov (Russisch: Константин Сергеевич Аксаков) (Novo-Aksakov, nabij Orenburg, 10 april 1817 - Zakynthos, Griekenland, 19 december 1860) was een Russisch schrijver en publicist, zoon van Sergej Aksakov en broer van Ivan Aksakov.

## Leven en werk
Konstantin Aksakov studeerde letteren aan de Universiteit van Moskou. Daar ging hij om met Vissarion Belinski, Nikolaj Stankevitsj en Timofej Granovski, en werd hegeliaan. Zijn proefschrift over de rol van Michail Lomonosov in de geschiedenis van de Russische taal en –literatuur bevatte scherpe aanvallen op de ‘Peterburgse periode’ in de Russische geschiedenis, en daarmee op Peter de Grote. Uiteindelijk leverde deze kritische opstelling hem veel problemen op bij het publiceren van zijn geschriften.
Vanaf 1850 kwam Aksakov onder invloed van Yuri Samarin en Aleksej Chomjakov, en ontpopte zich als een der eerste ideologen van de slavofilie. Hij idealiseerde de Russische dorpsgemeenschappen, bepleitte het afschaffen van het lijfeigenschap, het bijeenroepen van een soort parlement, alsook meer vrijheid van meningsuiting.
Naast een Proeve voor een Russische Grammatica (1860) schreef Aksakov het blijspel Vorst Lopovski (1857), de dramatische parodie Oleg voor Konstantinopel (1858) en een reeks gedichten. Ook vertaalde hij Goethe en Schiller in het Russisch.